# Explorer 4
Explorer 4 – amerykański satelita naukowy z serii Explorer. Był własnością wojskowej agencji DARPA i pierwszym satelitą sponsorowanym przez tę agencję. Prowadził obserwacje magnetosfery w ramach Projektu Argus – serii małych wybuchów nuklearnych w atmosferze Ziemi, oraz obserwacje pasów radiacyjnych. Instrumenty do misji przygotowywał dr James Van Allen, odkrywca pasów radiacyjnych Ziemi.

## Budowa i działanie
Statek był podobny do statków Explorer 1 i Explorer 3. Był cięższy od nich o około 3,5 kg. Nie posiadał anten w postaci krótkich drutów odstających od kadłuba, tylko w formie dwóch okrągłych metalowych płytek mieszczących się blisko dziobu i w połowie długości statku. Posiadały na krawędziach uszczelniacze i tym samym dzieliły wnętrze statku na trzy części. Antena umocowana bliżej dziobu obsługiwała nadajnik niskiej mocy. Antena tylna obsługiwała nadajnik dużej mocy. Dzięki odbiorowi sygnałów z nadajnika można było określić wysokość lotu satelity oraz jego ruch w przestrzeni. Wewnątrz umieszczono dwa nadajniki pracujące  na fali 2,78 m, cztery liczniki Geigera-Müllera. Jeden z liczników został osłonięty trzymilimetrową warstwą ołowiu celem stwierdzenia różnicy  w ilości rejestrowanego promieniowania kosmicznego w obu licznikach i pomiaru promieniowania o większym natężeniu (według wstępnych wyników stwierdzono istnienie na wysokości 960 km intensywnego promieniowania kosmicznego).

## Opis misji
26 lipca 1958 roku za pomocą czterostopniowej rakiety Jupiter C wprowadzono na orbitę trzeciego z rzędu „Badacza” – Explorera 4. Początkowe parametry: perygeum – 278 km, apogeum – 2184 km, czas obiegu – 110 minut i inklinacja – 51°, a więc znacznie większa niż przy poprzednich satelitach amerykańskich. Explorer 4 wykonał jako pierwszy na świecie dokładne pomiary cząstek naładowanych uwięzionych w ziemskich pasach radiacyjnych (protonów i elektronów). Krótko po starcie stwierdzono, że satelita wykonuje nieprzewidziane obroty wokół własnej osi. Utrudniły one interpretacje odczytów z detektorów.

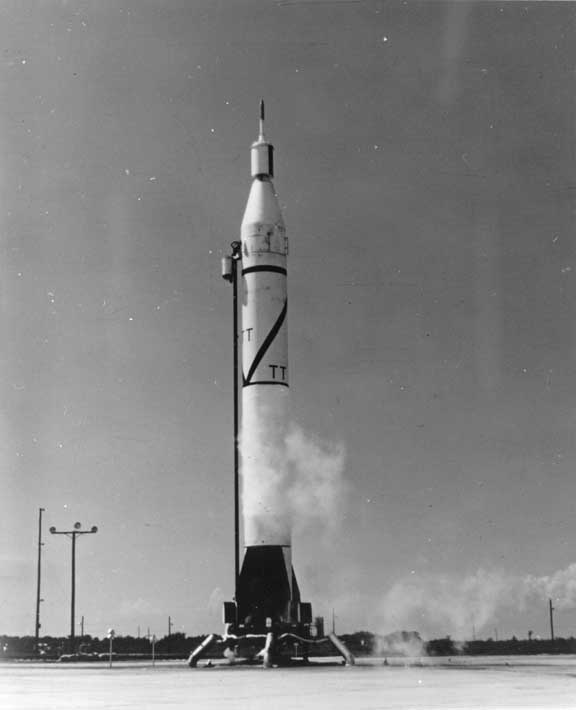
Rakieta Jupiter C (z satelitą Explorer 4) na stanowisku startowym

Detektor ze scyntylatorem z plastycznego tworzywa oraz nadajnik małej mocy (108 MHz) przestały działać 3 września 1958. Dwa liczniki Geigera-Müellera i detektory CsI(Tl) działały normalnie do 19 września 1958. Nadajnik dużej mocy (108,03 MHz) zaprzestał działania 5 października 1958, prawdopodobnie z powodu wyczerpania baterii.
Nim zszedł z orbity i spłonął w atmosferze okrążył Ziemię około 6400 razy.
DARPA początkowo planowała wysłanie dwóch takich statków, wysłano jednak tylko Explorera 4.